# Galerie Koller
Die Galerie Koller ist die nachweislich älteste Privatgalerie Ungarns (gegründet 1953) und befindet sich im Burgviertel von Budapest.
Die Ausstellungsräume erstrecken sich über drei Etagen, im Dachgeschoss befindet sich der Gedenkraum für den  ungarischen Künstler Amerigo Tot.

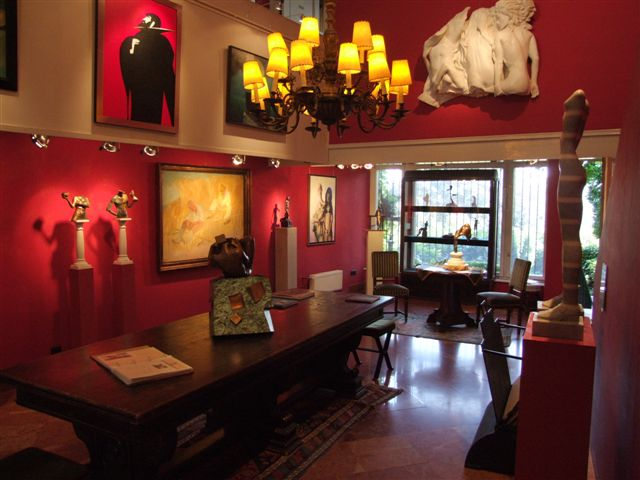
Ausstellungsraum im Erdgeschoss

## Geschichte
Der Galerist György Koller (1923–1996) gründete 1953 zunächst den Künstlerverein der Kupferstecher („RMAK“). Wegen seines Anspruchs auf Qualität und Authentizität der Kunstwerke wurde der Verein schnell zu einem Begriff im ungarischen Kunstleben und Kunsthandel – vor allem deswegen, weil die Künstler  mehr Freiheit und persönliche Unterstützung durch den Verein erfuhren, als etwa von staatlicher Seite möglich war.
1980 wurde  im Atelierhaus von Amerigo Tot die erste private Galerie Ungarns eröffnet. Von diesem Zeitpunkt an erhielt die Galerie Koller die Erlaubnis, neben den Graphiken auch Skulpturen, Kleinplastiken und Malerei zu präsentieren. 1984 errichtete sie  einen Schau- und Verkaufsraum in der Ungarischen Nationalgalerie, der die Zusammenarbeit mit den staatlichen Institutionen verstärkte. Zusätzlich wurden Ausstellungsräume in der Petőfi Sándor utca sowie im Hilton Hotel in Buda eröffnet, die es ermöglichten, die Kunst einem  breiteren Publikum zu präsentieren. Zudem wurde durch die Organisation von Ausstellungen, wie von János Kass in London, von Imre Varga in Venedig, Wien, Basel und Paris oder von Miklós Melocco in Hamburg der Ruf der ungarischen zeitgenössischen Kunst auch im Ausland verbessert. György Koller starb im Jahre 1996.
2006 übernahm der Enkel György Kollers die Leitung der Galerie. Das Ziel der Galerie ist es, ungarische und internationale zeitgenössische und moderne Kunst zu vertreten. Nach einer Phase der Modernisierung hat die Galerie erfolgreich zahlreiche Ausstellungen im In- und Ausland organisiert.

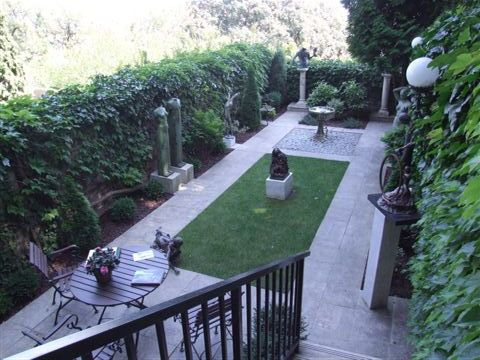
Skulpturengarten der Galerie Koller

## Vertretene Künstler
Seit der Gründung der Galerie vertritt sie zeitgenössische Künstler, insbesondere Kupferstecher und Graphiker. In dieser Tradition werden Künstler wie Miklós Borsos, Lajos Szalay, János Kass, Vladimir Szabó und Gyula Hincz ausgestellt. Die Galerie Koller vertritt auch moderne und zeitgenössische Bildhauer wie  Miklós Borsos, Imre Varga, Miklós Melocco und Péter Párkányi sowie moderne und zeitgenössische Maler, wie  István Szőnyi, István Csók, Bertalan Pór, István Mácsai und Gábor Szenteleki sowie Mózes Incze. Zur Erweiterung ihres Profils gehört die Kunstschätzung sowie  Angebote für Kunstsammler.

## Amerigo-Tot-Gedenkraum
Die Galerie Koller befindet sich heute im ehemaligen Atelierhaus des ungarisch-italienischen Bildhauers Amerigo Tot. Ihm zu Ehren wurde ein bleibender Gedenkraum realisiert.

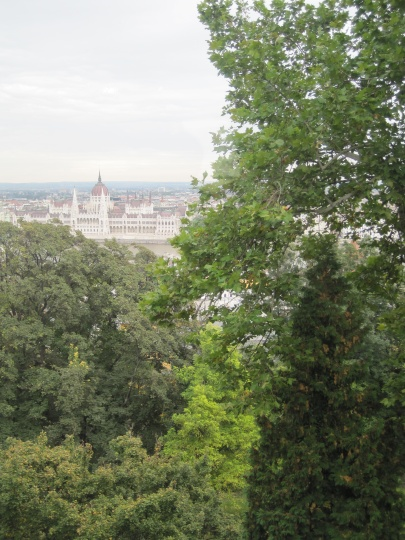
Blick auf das Parlament aus dem dritten Stock